# Trentepohlia laetithorax
Trentepohlia laetithorax är en tvåvingeart som beskrevs av Alexander 1934. Trentepohlia laetithorax ingår i släktet Trentepohlia och familjen småharkrankar. Inga underarter finns listade i Catalogue of Life.